# Римский храм (Алькантара)
Римский храм ― культовое сооружение и памятник древнеримской архитектуры. Расположен у Алькантарского моста в провинции Касерес (Испания). Наряду с римским храмом в Вике, это один из немногих почти полностью сохранившихся древнеримских храмов в Испании.

## История
Мост, триумфальная арка и храм были спроектированы одним и тем же человеком ― архитектором Гаем Юлием Лацером. Храм был посвящён обожествленным императорам Рима. Строительство здания было завершено в 103 году нашей эры. Архитектор, кажется, происходил из Испании, однако архитектурные особенности здания свидетельствуют о стилистическом влиянии Италики. Это говорит о том, что архитектор либо учился в современной Италии, либо родился там, а затем переехал в провинцию Лузитания. Храм был построен в честь Траяна и богов Рима. Неизвестно, какое время он использовался после своего открытия, но он точно должен был быть закрыт во время гонений на язычников при христианских императорах в IV веке. После завоевания Касереса в 1169 году Фердинандом II Леонским храм был превращён в часовню св. Юлиана: это одна из причин, по которым здание так хорошо сохранилось. К строению была пристроена звонница, а храм в конечном итоге стал одним из святых мест на пути паломничества в Сантьяго-де-Компостела. Сам архитектор также был похоронен в храме и его могила до сих пор сохранилась внутри.

## Архитектура
Алькантарский храм по своему плану прямоугольный, с одним-единственным помещением. Храм построен из гранита. Вход окружён двумя тосканскими колоннами и к нему ведёт лестница. Строение покрыто остроконечной крышей из каменных плит, с фронтоном по краям и гладким тимпаном без отделки. В целом оно напоминает афинское казначейство в Дельфах. Мост и храм построены из гранитных блоков одинакового размера.